# Hamilton Cidade
Hamilton Cidade (Manicoré 1948 — 1995) foi um médico, professor,  jornalista, radialista e político brasileiro.
É considerado como um dos grandes idealistas sobre questões amazônicas. Hamilton Cidade publicou mais de 300 artigos sobre amazonidades e notas de saúde. Como deputado estadual foi o criador do município de Apuí, no Amazonas, e participou ativamente na criação do município de Rio Preto da Eva.
Ficou muito conhecido pela sua luta em melhorar à saúde no interior do estado do Amazonas.